# Rusostigma eugeniae
Rusostigma eugeniae là một loài côn trùng cánh nửa trong họ Aleyrodidae, phân họ Aleyrodinae.
Rusostigma eugeniae được Maskell miêu tả khoa học đầu tiên năm 1896.